# Atractosteus
Atractosteus là một chi cá trong họ Lepisosteidae.

## Các loài
- Atractosteus spatula Lacépède, 1803
- Atractosteus tristoechus Bloch & J. G. Schneider, 1801
- Atractosteus tropicus T. N. Gill, 1863